# Grinders
Grinders est une marque de chaussures britannique créée en 1965. Sa gamme comprend des chaussures de moto (type santiags, etc.) et des chaussures de sécurité. Cette marque (comme la marque Gripfast) est utilisée par certains Skinheads et Punks depuis la vente de la société Dr. Martens à une société chinoise en 2003 (car les Dr. Martens n'etaient plus fabriquées en Grande-Bretagne mais uniquement en Chine et en Thaïlande).